# Peziza sanguinea
Peziza sanguinea är en svampart som beskrevs av Raddi 1822. Peziza sanguinea ingår i släktet Peziza och familjen Pezizaceae.   Inga underarter finns listade i Catalogue of Life.